# ALH 84001
ALH 84001 je meteorit iz skupine šergotitov, ki so ga našli v kraju Allan Hills v vzhodnem področju Antarktike v decembru leta 1984. Našla ga je skupina iskalcev meteoritov iz projekta ANSMET (Antarctic Seach for Meteorites). Ob odkritju je imel maso 1,93 kg. Podobno kot za ostale meteorite iz skupine Marsovih meteoritov so znanstveniki prepričani, da ima svoj izvor na Marsu. Postal je eden izmed najbolj znanih meteoritov, ko so znanstveniki sporočili, da vsebuje mikroskopske strukture, ki bi lahko bile fosilne bakterije.

## Zgodovina
Ta meteorit je verjetno eden izmed najstarejših teles Sončevega sistema. Predvidevajo, da je kristalizacija nastopila pred okoli 4,5 milijardami let. Po trditvah znanstvenikov je to kamnina, ki ima svoj izvor na Marsu. Zaradi tega spada med Marsove meteorite. Nastala je verjetno ob padcu večjega telesa na površino Marsa pred 3,9 do 4,0 milijardami let. Telo je ostalo na Marsu, pozneje pa je bilo izvrženo (pred okoli 15 milijoni let) v vesolje in je padlo na Zemljo pred okoli 13.000 leti. To so ugotovili s pomočjo metode določanja starosti s pomočjo radioaktivnega razpada v verigah samarij-neodim (Sm – Nd), rubidij-stroncij (Rb – Sr), kalij-argon (K – Ar) in ogljik-14 

## Možnost ostankov življenja na meteoritu
Meteorit ALH 84001 je postal najbolj znan meteorit, ko so 6. avgusta 1996 objavili, da meteorit morda vsebuje sledi življenja. Posnetki elektronskega mikroskopa so kazali oblike, ki bi lahko bile fosilni ostanki bakterij. Strukture so imele od 20 do 100 nanometrov v premeru. Zelo so bile podobne teoretičnim oblikam nanobakterij, vendar vedno so bile še manjše od katerekoli takrat znane oblike življenja na Zemlji. To je bilo tako veliko odkritje, da je celo predsednik Bill Clinton objavil vest v televizijski oddaji.
Na meteoritih so našli tudi aminokisline in policiklične aromatske ogljikovodike. Znanstveniki niso enotni v tem ali so organske molekule nastale v okviru biološkega procesa ali je to samo onesnaženje do katerega je prišlo na Zemlji.

V letu 2006 so nekateri znanstveniki še vedno trdili, da mikrofosili ne pomenijo znamenja, da je meteorit nosil življenje, ampak, da je do onesnaženja z biofilmom prišlo na Zemlji. Tudi v laboratoriju so dobili podobne oblike kot jih najdemo na meteorite. Razen tega je vedno več trditev, da nanobakterije v resnici obstajajo .
Kljub vsemu so študije pokazale (čeprav je verjetnost majhna), da bi se na meteoritih kot je ALH 84001, lahko preneslo življenje z Marsa na Zemljo. Okoli 1 od 10 milijonov meteoritov z Marsa pride do Zemlje prej kot v enem letu. Okoli 10 meteoritov s težo več kot 100 g to pot opravi v dveh do treh letih. Spore bakterij in organizmov, ki lahko obstajajo v kamninah, bi lahko po predvidevanjih živele v vesolju do 5 let. To pomeni, da je prenos življenja z Marsa na Zemljo teoretično možen. Vendar na Zemlji nikjer ne bi našli okolja, ki bi imelo podobne pogoje kot so na Marsu (redka atmosfera, nizka temperatura, pomanjkanje vode). Temu ugovarjajo mnogi zaradi tega, ker je bil Mars v preteklosti planet, ki je imel na površini tudi veliko vode.